# 한국여자프로농구 1998 여름리그
한국여자프로농구 1998 여름리그(스폰서의 이름을 딴 라피도컵 여름리그라고도 알려진)는 한국여자프로농구의 첫 번째 시즌이다. 1998년 7월 28일부터 8월 18일까지 서울과 의정부, 삼천포, 광주에서 진행되었다.

## 변경된 점
- 삼성생명, 현대산업개발, 국민은행, 한국상업은행이 프로화에 동참했고, 태평양을 인수한 신세계도 프로 원년 리그에 합류했다.[1]
- 실업농구의 프로화와 함께 관동 동원과 경기력 향상의 명목으로 수영복과 흡사한 원피스 모양의 유니폼 착용이 의무화되었다.[2][3][4]
- 5개팀이 3차례 리그를 치른 뒤 1-2위팀이 3전 2선승제로 챔피언을 가리게 된다.[5]
- 빠른 경기 템포를 위해 공격시간이 30초에서 24초로 줄어들고, 4쿼터중 3쿼터에만 지역방어를 허용할 뿐 나머지 쿼터에선 대인방어만 해야 한다.[6]

## 정규리그
정규리그는 1998년 7월 28일에 개막하였으며, 8월 13일까지 진행되었다.
| 순위 | 팀                   | 경기 | 승 | 패 | 승차 | 참가 자격 및 강등  |
| ---- | -------------------- | ---- | -- | -- | ---- | ------------------ |
| 1    | 삼성생명 페라이온    | 8    | 7  | 1  | —    | 챔피언 결정전 진출 |
| 2    | 신세계 쿨캣          | 8    | 5  | 3  | 2    | 챔피언 결정전 진출 |
| 3    | 춘천 한빛은행 한새   | 8    | 4  | 4  | 3    |                    |
| 4    | 청주 현대 하이페리온 | 8    | 3  | 5  | 4    |                    |
| 5    | 국민은행 빅맨        | 8    | 1  | 7  | 6    |                    |

## 챔피언 결정전
챔피언 결정전은 1998년 8월 15일에 개막하였으며, 8월 18일까지 진행되었다.
| 1998년 8월 15일 14:00 |

| 기록 |

| 삼성생명 페라이온 68, 신세계 쿨캣 73                       |  |  |  |                                                    |
| 쿼터 별 점수: 21-19, 19-14, 16-21, 12-19                   |  |  |  |                                                    |
| 득점: 왕수진, 유영주 17 리바운드: 정은순 14 도움: 정은순 5 |  |  |  | 득점: 정선민 19 리바운드: 천은숙 11 도움: 천은숙 4 |
| 신세계 우위, 1-0                                           |  |  |  |                                                    |

| 1998년 8월 16일 14:00 |

| 기록 |

| 신세계 쿨캣 81, 삼성생명 페라이온 104             |  |  |  |                                                           |
| 쿼터 별 점수: 17-30, 19-27, 22-21, 23-26          |  |  |  |                                                           |
| 득점: 정선민 20 리바운드: 홍정애 9 도움: 천은숙 4 |  |  |  | 득점: 이미선 28 리바운드: 유영주, 이미선 8 도움: 정은순 6 |
| 동률, 1-1                                         |  |  |  |                                                           |

| 1998년 8월 18일 14:00 |

| 기록 |

| 삼성생명 페라이온 87, 신세계 쿨캣 79                              |  |  |  |                                                           |
| 쿼터 별 점수: 25-21, 23-24, 21-18, 18-16                          |  |  |  |                                                           |
| 득점: 정은순 23 리바운드: 이미선, 정은순 6 도움: 왕수진, 이미선 3 |  |  |  | 득점: 정선민 18 리바운드: 장선형 8 도움: 신원화, 정선민 4 |
| 삼성생명 시리즈 승리, 2-1                                         |  |  |  |                                                           |

## 수상

### 정규리그 시상

#### 통계에 의한 부문
| 부문       | 선수                       | 기록    |
| ---------- | -------------------------- | ------- |
| 득점상     | 정선민 (신세계 쿨캣)       | 30.00점 |
| 3점 야투상 | 김경희 (국민은행)          | 55.26%  |
| 자유투상   | 유영주 (삼성생명 페라이온) | 94.12%  |
| 리바운드상 | 정은순 (삼성생명 페라이온) | 12.63개 |
| 어시스트상 | 김지윤 (국민은행)          | 5.38개  |
| 스틸상     | 정선민 (신세계 쿨캣)       | 2.13개  |
| 블록상     | 정은순 (삼성생명 페라이온) | 2.88개  |

#### 투표에 의한 부문
| 상             | 수상자                     |
| -------------- | -------------------------- |
| 정규리그 MVP   | 정은순 (삼성생명 페라이온) |
| 우수수비선수상 | 전주원 (현대산업개발)      |
| 식스우먼상     | 이미선 (삼성생명 페라이온) |
| 모범선수상     | 김지윤 (국민은행)          |
| 지도상         | 정태균 (삼성생명 페라이온) |
| 우수선수상     | 정선민 (신세계 쿨캣)       |

- WKBL 베스트 5
  - G 김지윤, 국민은행
  - G 양정옥, 상업은행
  - F 유영주, 삼성생명 페라이온
  - F 정선민, 신세계 쿨캣
  - C 정은순, 삼성생명 페라이온